# Osoblažsko
Osoblažsko (něm. Hotzenplotzer Ländchen, polsky ziemia osobłoska) či Osoblažský výběžek (polsky worek osobłoski nebo cypel osobłoski) je severovýchodní výběžek okresu Bruntál na severozápadě Moravskoslezského kraje, který tvoří výběžek území České republiky do území Polské republiky. Osoblažsko je jednou z moravských enkláv ve Slezsku a nazývá se též Slezská Haná (polsky Śląska Hana, něm. Schlesiche Hanna), přestože oblast neleží ve Slezsku. "Haná" se v tomto přízvisku používá proto, že krajina Osoblažska svým povrchem připomíná krajinu Hané. Mikroregion Sdružení obcí Osoblažska tvoří 14 obcí, z nichž 12 spadá do někdejší moravské enklávy zcela, jedna svým jádrem a jedna svou okrajovou částí. 10 obcí, tedy všechny obce mikroregionu s výjimkou 4 obcí v západní části výběžku, je též členy Zájmového sdružení Osoblažsko.

## Osoblažská enkláva

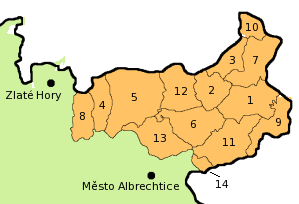
Osoblažská moravská enkláva ve Slezsku zahrnovala těchto 12 obcí (v závorce uvedena čísla, jimiž jsou označeny na mapě): (1) Bohušov, (2) Dívčí Hrad, (3) Hlinka, (4) město Janov, (5) Jindřichov, (6) Liptaň, (7) Osoblaha, (8) Petrovice, (9) Rusín, (10) Slezské Pavlovice, (11) Slezské Rudoltice, a (12) Vysoká, a 2 katastrální území: (13) Třemešná (součást obce Třemešná) a (14) Piskořov (součást města Město Albrechtice).

Původně bylo Osoblažsko v rámci Moravy součástí Holasicka. Když pak král Přemysl Otakar II. většinu území Holasicka roku 1269 začlenil do Opavského vévodství, zůstalo Osoblažsko jako léno Olomouckého biskupství (později arcibiskupství) i nadále integrální součástí Moravy, kterou bylo až do roku 1783. Když v první Slezské válce roku 1742 Rakouské císařství přišlo o větší část Slezska, Osoblažský výběžek zůstal periferním výběžkem rakouské říše v Prusku.
Roku 1783 bylo Osoblažsko císařem Josefem II. pro účely státní správy podřízeno orgánům Rakouského Slezska, ale v oblasti samosprávy se nadále jednalo o součást Moravy. Správním centrem celého území byla obec Osoblaha. Osoblažská enkláva (něm. Hotzenplotzer Ländchen) byla vymezená územím bývalých soudních okresů Osoblaha a Jindřichov. Toto území, o rozloze 219,32 km², tvořilo vůbec největší a zároveň i nejsevernější moravskou enklávu ve Slezsku.
V prosinci 1898 byla do výběžku zavedena úzkorozchodná Osoblažská železnice z Třemešné do Osoblahy, která slouží dosud.

## Vývoj po druhé světové válce
Po druhé světové válce bylo odsunuto zdejší většinové obyvatelstvo německého původu. Oblast tak už nikdy ani zdaleka nedosáhla takového počtu obyvatel, který by odpovídal počtu obyvatel Osoblažska před druhou světovou válkou. Průmysl se na území Osoblažska v důsledku jeho periferního postavení, špatné dopravní dostupnosti a tradičně zemědělského zaměření v průběhu doby téměř nerozvíjel, což má dnes za následky vysokou nezaměstnanost na straně jedné, ale na druhé straně také zachování kvalitních přírodních podmínek, na kterých lze v kombinaci s kulturními památkami oblasti rozvíjet cestovní ruch.
Osoblažsko je jednou z nejchudších oblastí Česka a trpí nejvyšší nezaměstnaností v republice (28,2 %).

## Sdružení obcí

### Sdružení obcí Osoblažska
Mikroregion - Sdružení obcí Osoblažska je dobrovolný svazek obcí v okresu Bruntál, jeho sídlem je Osoblaha a jeho cílem je obnovení prosperity a rozvoj území Osoblažska. V současnosti je jeho členy 14 obcí - Bohušov, Dívčí Hrad, Hlinka, Janov, Jindřichov, Liptaň, Město Albrechtice, Osoblaha, Petrovice, Rusín, Slezské Pavlovice, Slezské Rudoltice, Třemešná a Vysoká. Mikroregion tedy zahrnuje celé území Osoblažské enklávy, tedy 12 obcí, jejich území spadá do někdejší moravské enklávy zcela, a dvě obce, které do enklávy spadají jen zčásti (Třemešná a Město Albrechtice). Dvě z členských obcí, Město Albrechtice a Janov, jsou městy.

### Zájmové sdružení Osoblažsko
Zájmové sdružení Osoblažsko zahrnuje jen část enklávy. Členy jsou obce Bohušov, Dívčí Hrad, Hlinka, Liptaň, Osoblaha, Rusín, Slezské Pavlovice, Slezské Rudoltice, Třemešná a Vysoká. Do sdružení je tak prostřednictvím obce Třemešná zahrnuta i vesnice Rudíkovy, která nebyla součásti výše zmíněné Osoblažské enklávy. Členy sdružení nejsou obce Janov, Jindřichov, Petrovice a Město Albrechtice, ležící u paty Osoblažského výběžku.
Takto vymezená oblast se rozkládá na 167,2 km² a trvale zde bylo k 1. lednu 2006 přihlášeno k pobytu 4794 lidí. Hustota zalidnění vzhledem k relativně příhodným přírodním podmínkám tak je extrémně nízká - 29 obyv./km², což je přibližně poloviční hodnota hustoty zalidnění celého okresu Bruntál (63 obyv./km²) a méně než čtvrtinová hodnota hustoty zalidnění České republiky (130 obyv./km²). Pověřenou obcí východní části Osoblažska je obec subregionálního významu Osoblaha s 1134 obyvateli (2006, největší obec oblasti), zatímco katastry obcí Liptaň, Třemešná a Vysoká v západní části oblasti spadají pod pověřenou obec Město Albrechtice, které však leží mimo zájmové území.

## Správní členění
Správní obvod pověřeného obecního úřadu obce Osoblaha spadá celý do moravské enklávy v osoblažském výběžku a zahrnuje obce Bohušov, Dívčí Hrad, Hlinka, Osoblaha, Rusín, Slezské Pavlovice a Slezské Rudoltice.
Ze správního obvodu pověřeného obecního úřadu města Město Albrechtice spadají do Osoblažského výběžku obce Liptaň, Vysoká, Janov, Jindřichov, Petrovice a Město Albrechtice, větší část obce Třemešná a část Piskořov města Město Albrechtice.
Oba tyto správní obvody spadají do správního obvodu obce s rozšířenou působností Krnov.

## Přehled
| Obec              | Číslo na mapce                    | Moravská enkláva             | Sdružení obcí Osoblažska         | Zájmové sdružení Osoblažsko      | Správní obvod POÚ |
| ----------------- | --------------------------------- | ---------------------------- | -------------------------------- | -------------------------------- | ----------------- |
| Bohušov           | 1                                 | ano                          | ano                              | ano                              | Osoblaha          |
| Dívčí Hrad        | 2                                 | ano                          | ano                              | ano                              | Osoblaha          |
| Hlinka            | 3                                 | ano                          | ano                              | ano                              | Osoblaha          |
| Osoblaha          | 7                                 | ano                          | ano                              | ano                              | Osoblaha          |
| Rusín             | 9                                 | ano                          | ano                              | ano                              | Osoblaha          |
| Slezské Pavlovice | 10                                | ano                          | ano                              | ano                              | Osoblaha          |
| Slezské Rudoltice | 11                                | ano                          | ano                              | ano                              | Osoblaha          |
| Liptaň            | 6                                 | ano                          | ano                              | ano                              | Město Albrechtice |
| Vysoká            | 12                                | ano                          | ano                              | ano                              | Město Albrechtice |
| Třemešná          | 13 (jen části Třemešná a Damašek) | jen části Třemešná a Damašek | ano (celá obec, vč. č. Rudíkovy) | ano (celá obec, vč. č. Rudíkovy) | Město Albrechtice |
| Janov             | 4                                 | ano                          | ano                              | ne                               | Město Albrechtice |
| Jindřichov        | 5                                 | ano                          | ano                              | ne                               | Město Albrechtice |
| Petrovice         | 8                                 | ano                          | ano                              | ne                               | Město Albrechtice |
| Město Albrechtice | 14 (jen Piskořov)                 | jen část Piskořov            | ano                              | ne                               | Město Albrechtice |

## Osoblažsko v kultuře
- Kniha Osoblažsko oknem úzkokolejky (2010): Kniha autora Jaromíra Bally je encyklopedického charakteru. Obsahuje informace o obcích na Osoblažsku a je doplněna mnoha fotografiemi.[3]
- Film Osoblažka (2015): Jedná se amatérský dokumentární film režiséra Daniela Bordovského z roku 2015. Film pojednává o úzkorozchodné železniční trati v Osoblažském výběžku, na které od roku 2009 jezdí zrenovovaná modrá parní lokomotiva U 57.001 z roku 1948.[4]

- Film Mord (2024): Drama s komediálními prvky natočil krnovský režisér a scenárista Adam Martinec. Dokázal vystihnout místní atmosféru. Ve filmu, který běžel i v kinech, si zahráli méně obsazovaní herci a místní obyvatelé. Děj se točí kolem tradiční zabíjačky. Film se natáčel i v Polsku.[5]

- Píseň Jeli jsme do Osoblahy (2024): Jediná online dostupná píseň o Osoblažsku. Podle Youtube složil slova k písni Robin Balon, o hudební stránku se postarala AI.[6]